# Andries Querido

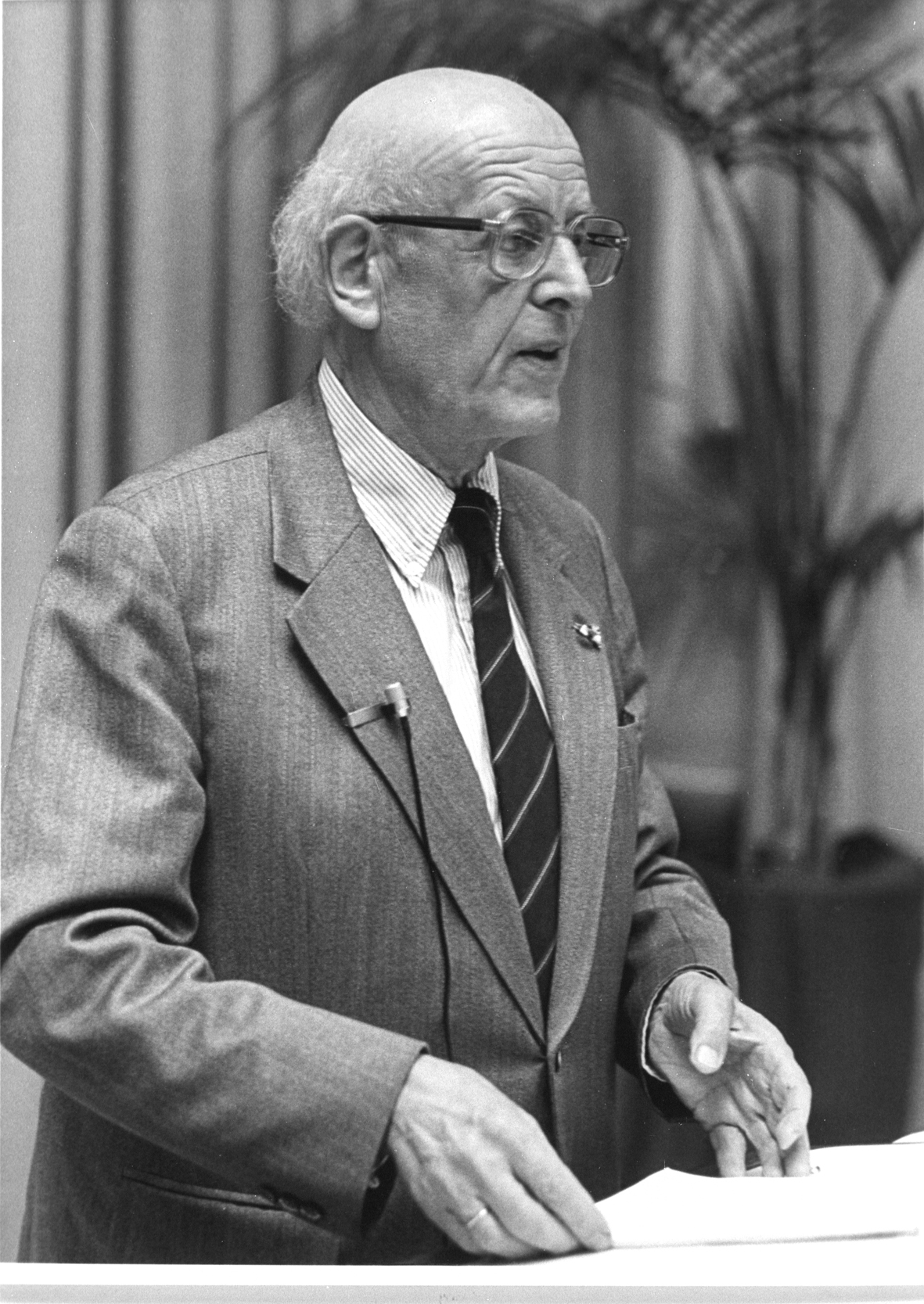
Andries Querido

Andries Querido (Amsterdam, 15 september 1912 - Oegstgeest, 30 januari 2001) was een Nederlandse arts, die in belangrijke mate gezichtsbepalend was voor de geneeskunde in de tweede helft van de 20e eeuw. Querido was onder meer hoogleraar interne geneeskunde aan de Universiteit Leiden en oprichter van de medische faculteit in Rotterdam. Querido was getrouwd met Heleen Pimentel (1916 - 2008), een Nederlandse actrice.

## Opleiding
Dries Querido begon in 1929 met de medische studie aan de Universiteit van Amsterdam. Voor een onderzoek dat hij als student-assistent verrichtte, kreeg hij de gouden medaille van de Universiteit van Amsterdam. Het onderwerp was
de behoefte aan vitamine D in relatie tot de calcium- en fosfor-samenstelling
van de voeding. Het gehonoreerde onderzoek leidde tot zijn proefschrift waarop hij twee weken na zijn semi-artsexamen promoveerde op 23-jarige leeftijd. De gouden medaille bezorgde hem ook een reisbeurs, waardoor hij op jonge leeftijd kennismaakte met het pathofysiologisch onderzoek in Amerikaanse wetenschappelijke instituten.

## Leiden
Na zijn artsexamen en een assistentschap in Leiden bij S.E. de Jongh, hoogleraar Farmacologie, vertrok hij in 1938 naar het Pasteur Instituut in Parijs, waar de microbioloog en latere Nobelprijswinnaar André Lwoff een grote invloed had op zijn theoretische vorming. Het uitbreken van de Tweede Wereldoorlog in september 1939 leidde tot zijn terugkeer naar Nederland. Zijn opleiding in de inwendige geneeskunde, bij Kuenen in Leiden, werd onderbroken door de Duitse bezetter. Querido overleefde de gevangenschap in het concentratiekamp Theresienstadt.
Een half jaar na zijn specialisatie werd hij benoemd tot hoogleraar Inwendige Geneeskunde. Kort daarop verbleef hij een half jaar in het Massachusetts General Hospital om zijn kennismaking voort te zetten met het Amerikaanse pathofysiologisch onderzoek. Vóór de oorlog waren alle medische faculteiten sterk op Duitsland gericht geweest. Querido leverde door zijn Amerikaanse contacten en ervaringen een belangrijke bijdrage aan de overgang naar een angelsaksisch georiënteerde geneeskunde. Vele leerlingen van Querido zouden na hun promotie één of twee jaar in de Verenigde Staten doorbrengen.
Van 1949 tot het begin jaren zestig kwam de klinische endocrinologie in Leiden onder leiding van Querido tot grote bloei. Zijn maatschappelijke bewogenheid dreef hem in 1962 voor onderzoek naar Nieuw-Guinea en in 1963 naar India.

## Rotterdam
In 1965 trad er een geheel nieuwe episode op in het leven van Querido. Hij werd benaderd door de directeur generaal van het ministerie van Onderwijs en Wetenschappen met het verzoek om in Rotterdam een nieuwe medische faculteit te stichten. De grote toename in het aantal medische studenten na de Tweede Wereldoorlog maakte het nodig een zevende geneeskundefaculteit te stichten in Nederland. De keuze voor Rotterdam lag voor de hand omdat hier al een Stichting Klinisch Hoger Onderwijs bestond waar doctoraalstudenten van elders hun coschappen konden volgen.
In Rotterdam kreeg Querido de vrije hand. Niet alleen met betrekking to het curriculum en de selectie van de staf, maar ook bij de ruimtelijke voorzieningen nodig voor de faculteit. De pre-kliniek, alle onderwijsvoorzieningen inclusief de bibliotheek, en de klinische en pre-klinische laboratoria werden in een gebouw, Hoboken, gerealiseerd. De studieduur werd teruggebracht van de toenmalige zeven naar zes jaar. Het aantal hoorcolleges werd verminderd en de nadruk werd gelegd op de interactie tussen pathofysiologie en het klinisch denken. In de vrijgemaakte tijd werd ruimte gemaakt voor junior coschappen en een wetenschappelijk stage van een half jaar, afgesloten met een scriptie. Deze opzet van het onderwijs in Rotterdam is van veel betekenis geweest bij latere onderwijsvernieuwingen bij de andere medische faculteiten. In 2002 fuseerde de medische faculteit in Rotterdam met het Dijkzigt ziekenhuis tot het Erasmus MC.
In 1971 kon de Rotterdamse faculteit op eigen benen staan en keerde Querido terug naar Leiden om daar zijn oude belangstelling voor het schildklieronderzoek weer op te pakken. Na zijn emeritaat in 1983 speelde hij een belangrijke rol in het Stimuleringsprogramma Gezondheidsonderzoek (SGO). Dit programma had tot doel patiëntgebonden onderzoek te stimuleren waaraan maatschappelijk gezien grote behoefte bestond, maar waarvoor het onderzoekspotentieel onvoldoende aanwezig was. Verschillende klinische disciplines is dankzij dit programma nieuw leven ingeblazen.